# Clonorchis sinensis
Clonorchis sinensis és un trematode paràsit del fetge transmès per la via alimentària i és l'agent causal de la clonorquiosi. El seu cicle de vida passa per diferents morfologies i hostes, sent els intermediaris els cargols i peixos d'aigua dolça i el definitiu l'ésser humà. El trematode s'alberga principalment a les vies biliars, per tant, la infecció causarà una simptomatologia hepàtica. A més, s'ha vist que està relacionat amb el desenvolupament del colangiocarcinoma.
Aquest paràsit és endèmic majoritàriament al Japó, Xina, Vietnam, Corea del Sud i l'est de Rússia, encara que viatgers procedents d'aquestes regions endèmiques i el comerç internacional d'aliments infectats han contribuït a la disseminació dels casos al món occidental. S'estima que al món hi ha 15 milions de persones infectades, de les quals un 85 per cent pertanyen a la població xinesa.
El diagnòstic de la malaltia, l'estudi dels mecanismes de patogènesi i l'anàlisi microbiològica dels aliments més freqüentment contaminats són mesures necessàries per a la prevenció i control d'aquesta malaltia parasitària.

## Història
Clonorchis sinensis va ser descrit per primera vegada en humans en un jove xinès de vint anys que es trobava a Calcuta (Índia) l'any 1875; la descoberta, feta per James F.P. McConnell, va publicar-se a la revista mèdica The Lancet. De manera independent, un metge de Port Louis (Maurici) havia trobat també aquesta espècie en fer l'autòpsia d'un home xinès el 1874 i la va descriure en un article publicat el 1877 a la revista Glasgow Medical Journal. Un tercer metge, T. Spencer Cobbold, va determinar la natura d'aquell paràsit i el va anomenat Distoma sinense.
Altres autors va classificar-lo després com a Opisthorchis sinensis. Un metge del Caire —A. Looss— va poder veure alguns espècimens classificats dins d'aquesta espècie en el Museu de la Facultat de Medicina Tropical de Liverpool i també a l'Institut de Malalties Tropicals i de Vaixells d'Hamburg (actualment Institut Bernhard Nocht de Medicina Tropical). Looss va adonar-se que aquells espècimens eren molt més grossos que els O. sinensis que ell havia vist anteriorment. Poc temps després va assabentar-se de la mort d'un xinès a Port Said a causa del mateix paràsit i en va demanar una mostra. Com els espècimens que havia vist a Liverpool i Hamburg, els obtinguts en l'autòpsia del xinés mort a Port Said eren molt grans. Posteriorment va tenir coneixement d'altres casos en què els espècimens aïllats eren més grans i sempre s'havien trobat en xinesos i en algun cas també al Japó. Looss, que no va trobar gaires diferències en comparar l'anatomia interna dels individus grans i els petits, es qüestionava si caldria considerar-los dues varietats d'una mateixa espècie o si serien dues espècies diferents. Ell, però, veia més probable que fossin dues espècies diferents, com ho són el gat i el lleopard o la rata i el ratolí, malgrat la sembla semblança interna. Després es va observar que diferien dels testicles lobulats propis del gènere, que en els espècimens més grans eren ramificats. També eren diferents les vesícules seminals. Això va fer que s'introduís el nou gènere Clonorchis i Clonorchis sinensis es va acceptar com a nova espècie el 1907.
S'han realitzat diversos estudis paleoparasitològics. Per exemple, a la Xina es van trobar ous del paràsit en mòmies que daten dels segles v-iii aC a la província d'Hubei. També es varen identificar ous a mòmies d'altres províncies xineses com Hunan, Guangdong i Fujian.

## Morfologia

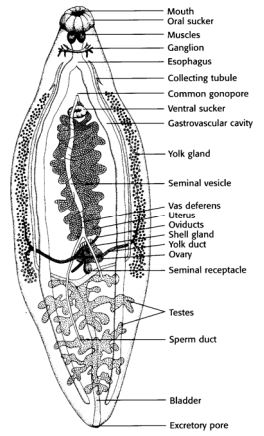
Figura 1: Morfologia de Clonorchis sinensis. a) Mouth, boca; b) Oral sucker, ventosa oral: c) Esophagus: esòfag; d) Ventral sucker, ventosa ventral; e) Seminal vesicle: vesícula seminal, f) uterus: úter, g) ovary:ovari, h) seminal receptacle: receptacle seminal, i) testes: testicles, j) bladder: bufeta, i k) excretory pore: porus excretor.

Son trematodes amb forma plana i solen ser incolors, llevat que continguin algun tipus de pigment com seria la lipofuscina, que s'acumula amb el pas del temps donant una coloració esgrogueïda. La seva aparença morfològica és semblant a una fulla.

### Fase adulta
Els individus adults mesuren entre 10 i 25 mm de longitud i entre 1.5 i 4 mm d'amplada. Tenen dues ventoses: la ventosa oral (figura 1-b) i la ventral (figura 1-d). La primera es troba a la part anterior del cos, la segona es localitza en la part més anterior de la seva anatomia.
La faringe es troba connectada a la ventosa oral, que succiona els nutrients. L'esòfag (figura 1-c) se situa immediatament després del final de la faringe i és especialment curt, alhora que es dicotomitza en dos segments intestinals. Aquestes dues branques intestinals acaben amb un cec cada una en una zona propera a la part més darrera de l'organisme.
El sistema reproductor consta d'un ovari lobular (figura 1-g) a l'inici de la part anterior, i pròximament es poden observar els testicles (figura 1-i), pràcticament adjacents als conductes d'esperma, que ressegueixen l'últim terç del trematode. Els testicles es troben ramificats en quatre branques un d'ells i en cinc o sis l'altre. Tenen un receptacle seminal (figura 1-h), just darrere de l'ovari, amb una morfologia similar a un sac. A prop d'on es troben els cecs intestinals se situa l'úter (figura 1-f), que contindrà els ous.

A l'extrem posterior hi ha una bufeta excretora (figura 1-j) i un porus excretor (figura 1-k), per on es produirà el desallotjament de matèria de rebuig.

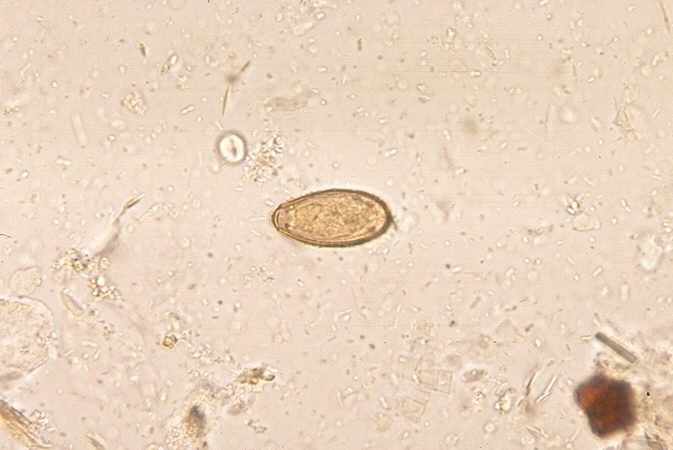
Figura 2: ou de Clonorchis sinensis

### Altres estadis
- Ous: Pel que fa als ous (figura 2 o 5.1), tenen una forma ovoidal amb un dels extrems més angulós que l'altre, mesuren entre 26 i 30 micròmetres de llargada i entre 14 i 15 d'amplada i solen presentar coloració groguenca o marronosa. La coberta dels ous és arrugada i s'hi observa una ratlla entre l'opercle i la closca de l'ou. Surten a l'exterior de l'hoste en ser excretats amb la femta durant la fase de miracidi, l'etapa larvaria inicial.[9][13][5][14]

- Miracidi: (figura 4.2a) Estat larvari mòbil envoltat de cilis i de forma lleugerament ovalada. Es caracteritza per la presència de dues taques oculars i papil·les laterals que sobresurten i actuen com a òrgans sensorials. Penetra a l’interior de l’hoste invertebrat.[13][5][14]
- Esporocist: Es troba a l’intestí del cargol, absorbint nutrients i té forma de sac o sarró (figura 5.2b). A l’interior es troben les cèl·lules que més tard esdevindran les redies.[13][5][14]
- Redia: Quan es trenca l'esporocist, s'alliberen les redies (figura 5.2c). En aquesta etapa es desenvolupa un sistema digestiu molt simple, hi ha faringe, per tal d’alimentar-se de teixits de l’hoste.[13][5][14]
- Cercària: (figura 5.2d) Les larves presenten una cua no bifurcada que els ajuda a nedar lliurement, però es perd a l'hora de penetrar el segon hoste. També tenen dues taques oculars. Son formes infectants que surten del cargol, hospedador intermediari, per infectar peixos.[13][5][14]
- Metacercària: (figura 3 o 5.4) Quist o forma de resistència. S'introdueixen a l’hoste definitiu quan aquest els ingereix. Tenen una morfologia ovalada i son granulats interiorment. Mesuren entre 0,16 i 0,20mm.[13][5][14] També pot denominar-se com oftalmo-pleurolophocercous,[15] ja que aquesta etapa es caracteritza per la presència de dues taques oculars, a més de dues làmines a banda i banda de la cua.

### Desenvolupament morfològic al llarg de la infecció
Un experiment realitzat amb ratolins infectats amb el trematode va permetre veure l'evolució morfològica de Clonorchis sinensis. Es van mesurar i observar en diverses fases de la infecció i se’n va fer una descripció detallada.
- Un dia després de la infecció, el paràsit fa 0,47 mm de llarg i 0,13 mm d’ample;[2] al llarg d’aquests 0,47mm hi ha grànuls de pigments dispersos per tot el cos, que es troba recobert d’espines i també es troben grànuls a l’intestí. Tal com s'observa en la fase metacercària. El conducte excretor es va desenvolupant fins a assolir una mida apreciable. El segon dia es produeix un creixement de 0,56 mm de llarg i 0,15 mm d’ample, continua sense haver-hi corpuscles en l’aparell excretor i els grànuls amb pigments disseminats.

- Al tercer dia des del moment de la infecció l’acetàbul, ventosa posterior o ventral[13] es troba ja desenvolupat i en la mateixa mesura que la ventosa oral.
- Al quart dia ja mesura 0,91 mm de llarg i 0,24 mm d’ample,[2] els grànuls amb pigments es troben més dispersos encara que abans i les espines de la part posterior del cos ja no son presents.

- Vuit dies després el paràsit ha crescut fins a 2,9 mm de llarg i 0,45mm d’ample[2] i té una forma molt més allargada. L'úter ja es troba del tot desenvolupat, malgrat que no hi ha òvuls encara i els testicles, que també estan formats, ja han adquirit forma de dendra. La ventosa oral és ara bastant més gran que la ventosa ventral. S'observa un gran nombre de cèl·lules flama, cèl·lules del sistema excretor, les cèl·lules terminals del sistema protonefridal,[16] que es solen trobar en invertebrats aquàtics.

- Als vint-i-dos dies d’infecció C.sinensis  ja fa uns 5,5 mm de llarg i 1,7mm d’ample.[2] En aquest moment les cèl·lules flama tenen una mida menys allargada que la que tenien deu dies abans. El sistema reproductor es troba en la fase més madura i ja es troben òvuls.

## Genoma i biologia molecular
El genoma complet de Clonorchis sinensis és de 580 Mbp. Els gens són expressats en menor o major mesura en funció de l'estadi en què es troba el paràsit: s'ha observat que els gens que intervenen en el metabolisme, proteòlisi, motilitat i reproducció s'expressen més en les fases adultes del trematode, mentre que els gens que participen en el metabolisme mínim i l'adaptació a l'hoste s'expressen més en metacercaris. En els ous, en canvi, s'observa una major expressió de gens embrionaris.

### Enzims glicolítics
Les formes adultes del trematode metabolitzen glucosa per la via de la glicòlisi per obtenir energia. Els enzims glicolítics necessaris s'expressen en major mesura en adults que en metacercaris, degut a que en aquests l'activitat metabòlica és major en la fase de reproducció.

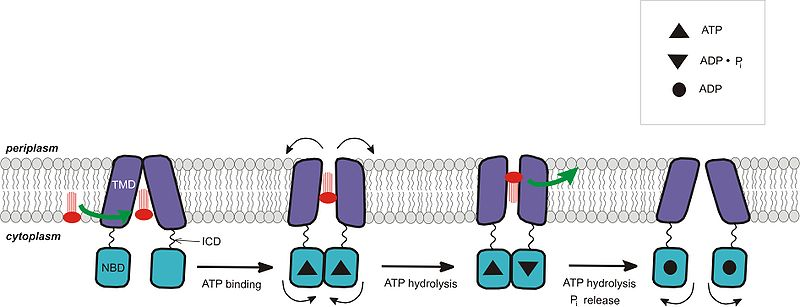
Figura 4. Funcionament del sistema de transport ABC. Com es pot observar, el procés de transport implica la hidròlisi d'ATP.

### Transportadors
Clonorchis sinensis es troba als conductes biliars i per aquest motiu afronta grans concentracions de bilis que haurà de bombejar cap enfora de les seves cèl·lules mitjançant transportadors. És el cas de CsMRP4, un transportador dependent d'ATP pertanyent a la família ABC (Figura 4) que exporta activament àcids biliars a través d'una cavitat. Aquest transportador, juntament amb altres, es distribueixen en l'epiteli que recobreix els succionadors orals i ventrals del trematode.

### Proteases
Aquests enzims tenen funcions destacades en el metabolisme de proteïnes, aprofitament de nutrients i protecció contra la resposta immunitària de l'hoste. Les proteases associades al sistema digestiu són produïdes a l'epiteli intestinal i a la gastrodermis i participen activament en la digestió de les proteïnes de l'hoste i l'absorció de nutrients. Com que aquests enzims són crucials per a la nutrició i conseqüentment per a la supervivència del paràsit, podrien ser diana per al fàrmacs i tractaments per combatre'l.

### Enzims antioxidants
Els enzims antioxidants són vitals per a la supervivència de C.sinensis ja que neutralitzen espècies reactives d'oxigen (ROS) i altres biomolècules nocives que es produeixen a l'hora de la infecció a l'hoste.

## Cicle vital

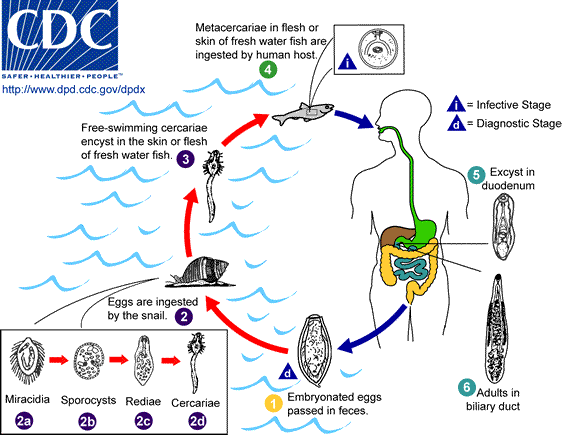
Figura 5: Cicle vital de Clonorchis sinensis. Els ous passen a través de la femta al primer hoste intermediari (2). Dins aquest cargol passarà de l'estat de miracidi (2a) fins a cercaria (2d). La metacercària és alliberada a l'aigua (3) i és ingerida pel segon hoste intermediari (4) per finalment arribar a l'hoste definitiu i enquistar-se al duodè (5). Seguidament migra al conducte biliar (6).

- Seguint el cicle descrit a la figura 5, es començaria a partir de la ingestió dels ous de Clonorchis per part d'un cargol d'aigua dolça. Aquests ous estarien a l'aigua en suspensió i provendrien de la femta d'un humà infectat. No obstant això, el nombre d'ous ingerits per cargols és relativament baix respecte als que estan presents en l'ambient, i això redueix la probabilitat de contagi. Dins del cargol, per tant, es trobarien els ous (Fig.5.2). Aquests s'obriran i alliberaran els miracidis (Figura 5.2a). Més tard, aquests miracidis aniran a través de la paret intestinal cap als teixits i òrgans periintestinals, on s'enquistaran en forma d'esporocist (Figura 8.2b). Al cap d'uns dies, aquests esporoquists es trencaran i alliberaran les ràdies, per finalment acabar de convertir-se en una en una cercaria madura.[15] A partir de la cercària madura es duu a terme la reproducció asexual, on aconsegueixen produir de 3.000 a 10.000 cercàries.

- La següent part del procés seria la sortida del cargol i el pas de nou a l'aigua. Això es produeix gràcies a que les cercàries foraden el cos del cargol per adherir-se als segons hostes intermediaris, que són els peixos d'aigua dolça, la gran majoria pertanyents a la família dels ciprínids. Dins aquest peix, les cercàries es desenvoluparan fins esdevenir-se en metacercàries, procés que dura al voltant d'un mes. En aquest estat, C. sinersis pot romandre en el peix fins un any i mig gràcies a la formació d'un quist.[15][19]

- Finalment, la fase infectiva de Clonorchis arriba a l'ésser humà a través de la ingestió d'aquest peix d'aigua dolça, cru o insuficientment cuinat. Un cop aquí, el quist arriba al duodè i gràcies a l'activació del tripsinogen al pàncrees, que produeix tripsina,[1] el trematode es pot nodrir i en menys d'una hora es desenquistarà. La sortida del quist permet a Clonorchis arribar als conductes biliars.[1] Tanmateix, alguns estudis[20] plantegen la possibilitat d'una migració directa cap al colèdoc, sense maduració. La migració cap a aquests conductes es deu, en part, a la presència d'àcid còlic, usat pels paràsits per madurar correctament. Seguidament, progressaran a través de l'ampolla de Vater,[21][7] fins a arribar a la via biliar on es desenvoluparà en un període aproximat d'un mes, la fase adulta i la que serà la causant de la malaltia anomenada clonorquiosi. Els trematodes ja madurs romanen en els conductes biliars i els seus ous són expulsats a través de la femta i comença a repetir-se el procés.[1][3]

## Hostes

### Primer hoste intermediari

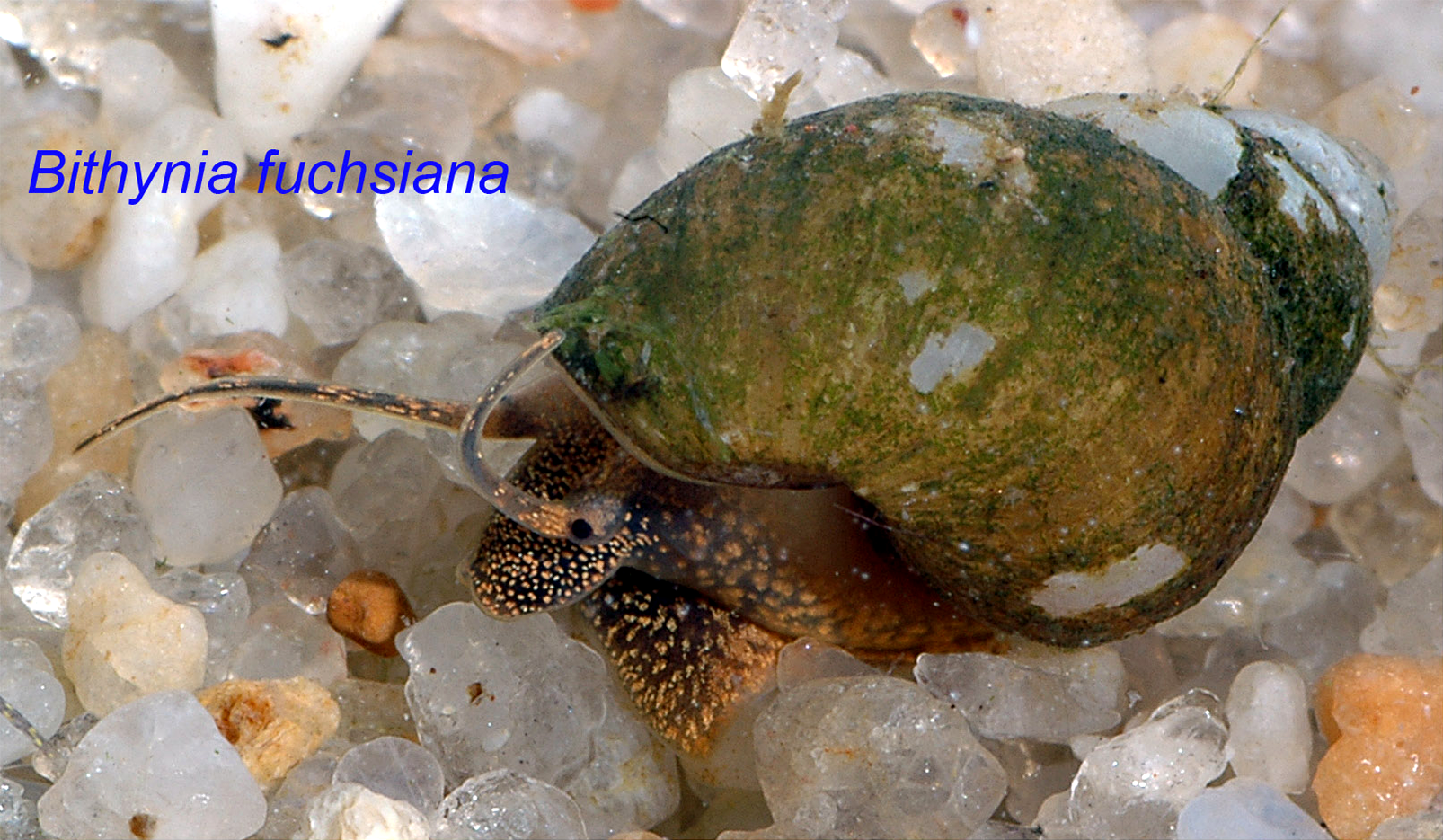
Figura 6. Bithynia fushsiana, primer hoste intermediari.

Aquests trematodes poden infectar una gran varietat d'espècies de cargols d'aigua dolça, entre els quals s'han identificat nombroses espècies pertanyents a Bithynia sp., com ara Bithynia longicornis o Bithynia fuchsiana (Figura 6). Una altra espècie molt comuna i identificada a la Xina, al Japó, a Corea i a Rússia és Parafossarulus manchuricus.
A la Xina es poden trobar espècies com Assiminea lutea, Melanoides tuberculata, Bithynia fushiana (mostrat a la figura 6), Alocinma sp.,  Angulyagra polyzonata o Lymnaea spp. Al Vietnam és habitual trobar també espècies de Angulyagra polyzonata o Melanoides tuberculata.

### Segon hoste intermediari

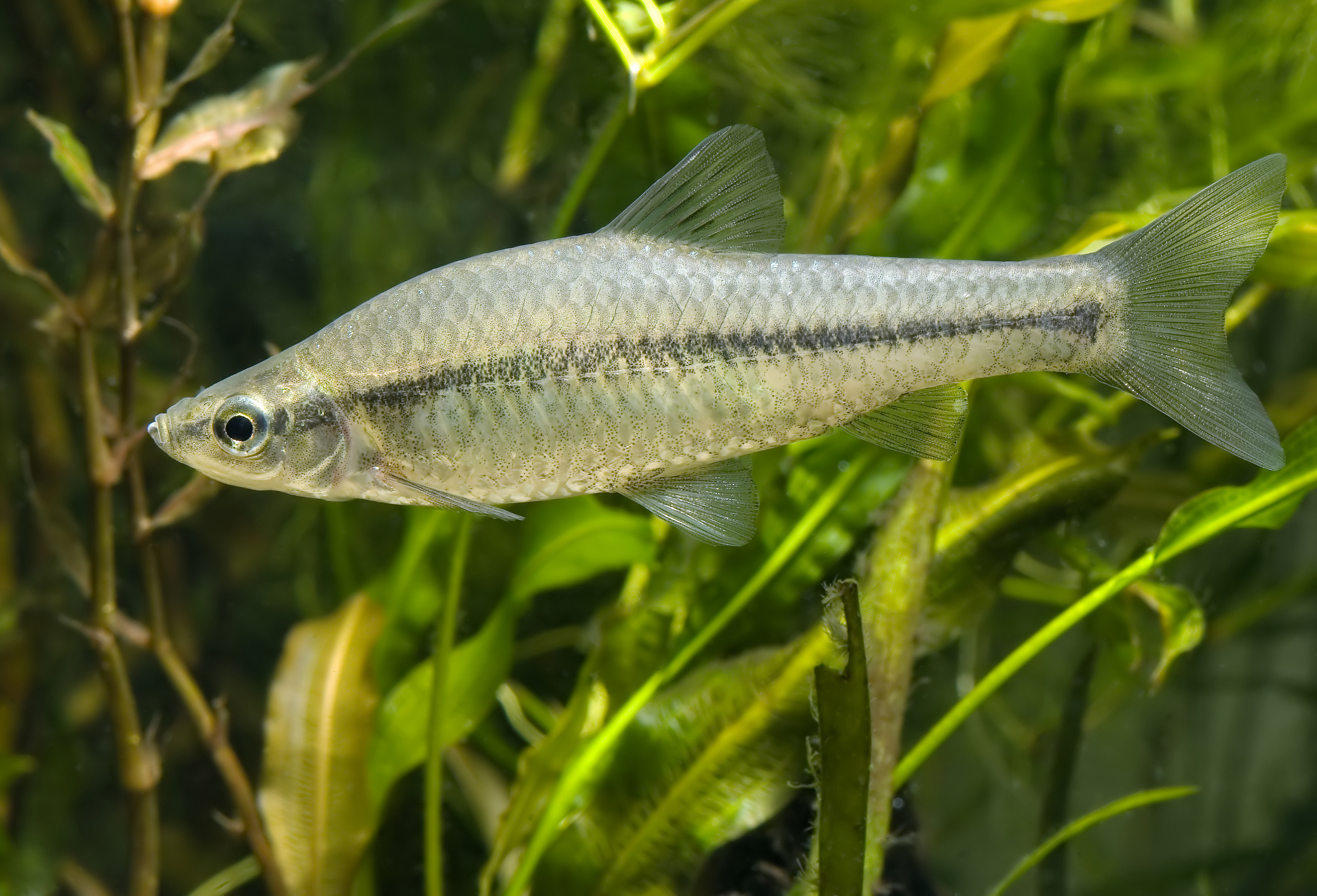
Figura 7. Pseudorasbora parva un dels hostes intermediaris més freqüents

Avui dia hi ha més de cent espècies de peixos d'aigua dolça identificades com a segons hostes, la majoria pertanyents a la família dels ciprínids, com Pseudorasbora parva (Figura 7), la carpa comuna (Cyprinus carpio), el carpí (Carassius carassius), Acanthobrama simoni, Acanthorhodeus atranalis, Aphyocypris chinensis, Gobio gobio o Parabramis. També parasita peixos de les famílies Bagridae (Coreobagrus brevicorpus), Cyprinodontoidae, Clupeidae o Gobidae (Rhinogobius giurinus). La gran majoria d'aquests peixos es troben en aigües asiàtiques, concretament a Corea, al Japó i a la Xina en major mesura.
- Concretament la Xina es van poder identificar 102 espècies infectades, algunes de les quals esmentades anteriorment, i en menor mesura també es van trobar infeccions a gambes.[26][24]

- A Corea parasita unes 40 espècies, com per exemple Puntungia herzi, o Pseudogobi esocinus.[29][24]
- D'altra banda, al Japó és freqüent trobar infeccions a Acheilognatus lanceolata, Acheilognathus lanceolata, Cyprinus carpio[30] o Carassius spp. No obstant això, d'aquestes espècies, les que presenten més risc de transmissió al Japó serien les dues darreres, ja que són les úniques que es mengen crues.[24]
- A Rússia hi ha un nombre menor d'espècies, unes set, com Percottus glehni o Rhodeus sericeus.[24]

### Hoste definitiu
Els hostes definitius, a part de l'espècie humana, poden ser porcs, gossos i gats domèstics, que són alimentats amb peix relativament barat i contaminat com pot ser Pseudorasbora parva, que és dels més freqüents. També poden parasitar mustèlids, rates o altres mamífers piscívors. Els búfals, camells i mostela groga també es consideren hostes definitius, al igual que les rates, les quals tenen una gran prevalença en zones endèmiques.

## Patogènia
Els mecanismes de patogènia de Clonorchis sinensis encara no s'han descrit amb claredat, fet que ha dificultat el desenvolupament de mesures preventives i de control de la infecció per aquest paràsit.
Quan el paràsit arriba a les vies biliars indueixen una sèrie de canvis patològics causats per una banda per danys físics degut als succionadors i per un altre per la interacció amb els seus productes metabòlics. Durant la fase inicial de la infecció per C.sinensis s'ha obervat l'aparició de fibroplàsia. Aquesta és causada per l'intervenció dels productes de secreció-excreció o ESPs alliberats pel trematode, que són infiltrats al fetge i l'epiteli biliar, on indueixen una resposta inflamatòria i producció de col·lagen Altres estudis proposen que aquestes substàncies poden estar associades amb la supressió de l'apoptosi de cèl·lules malignes, i conseqüentment amb la formació de tumors. Es va estudiar l'efecte de les ESPs de C. sinensis en línies cel·lulars humanes, on es va observar que una sèrie de gens que codificaven proteïnes eren regulats positivament o negativament. Eren gens que intervenen en el cicle cel·lular, modificacions post-traduccionals, immunitat, estructura cel·lular i transducció de senyals, entre d'altres.
A més, s'ha vist que la presència d'antígens de C. sinensis i els ESPs promouen la producció de citosines per part de l'hoste. Aquest fet permetrà al trematode escapar de la resposta immunitària i causar una inflamació crònica.

## Clonorquiosi

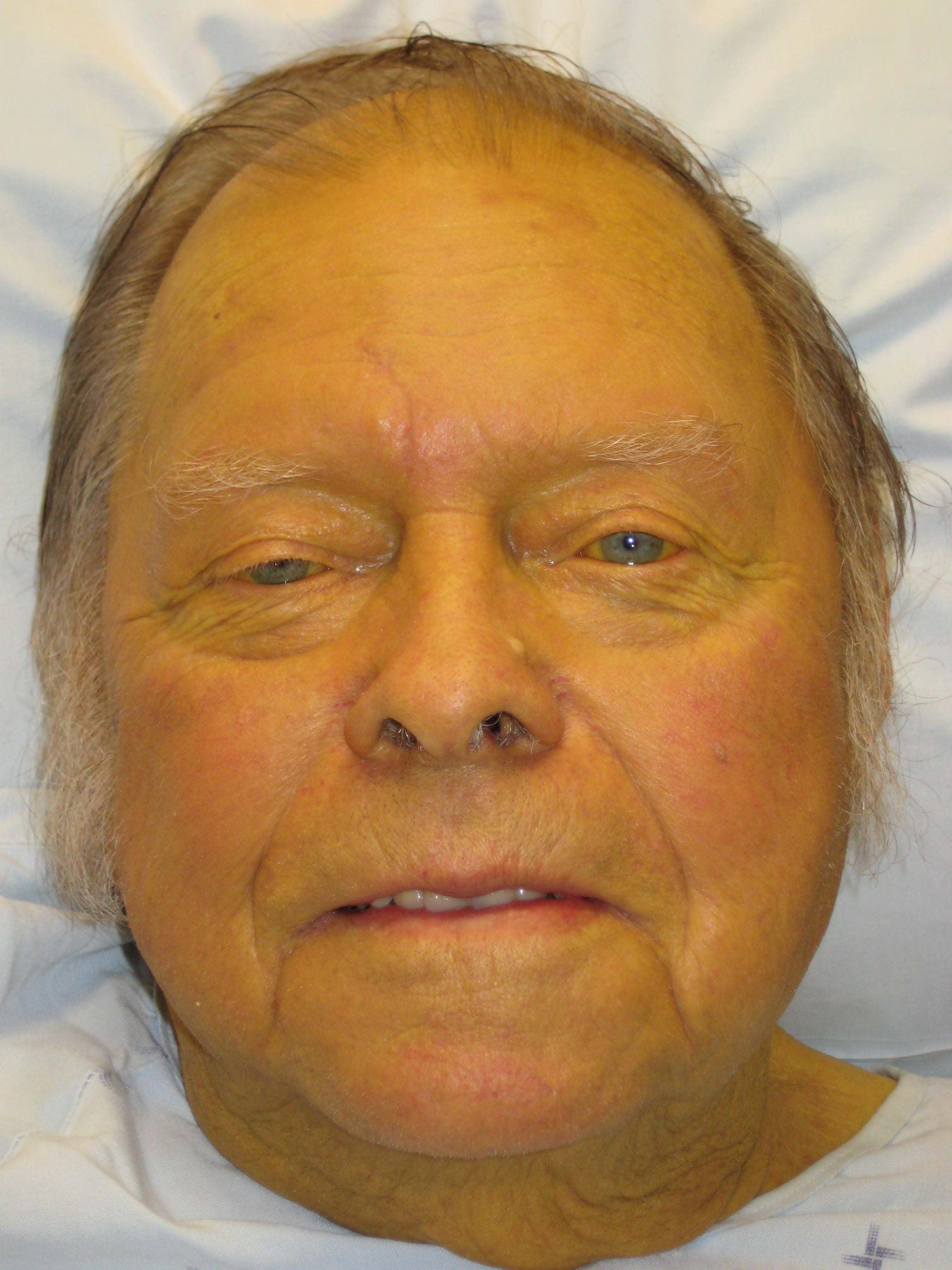
Figura 8. Pacient que presenta icterícia cutània

La clonorquiosi ha estat reconeguda per l'Agència Internacional de Recerca sobre el Càncer (IARC de l'anglès International Agency for Research on Cancer) com a carcinògena, ja que està associada amb el colangiocarcinoma. Clonorchis sinensis migra fins a les vies biliars i les obstrueix mitjançant l'alliberament de productes secretors i excretors. Aquests productes s'infiltren al fetge i l'epiteli biliar i provoquen una inflamació per tot l'arbre biliar a l'etapa inicial de la infecció.
La clonorquiosi es caracteritza principalment per una afectació hepàtica, provinent d'una irritació dels conductes biliars. Tanmateix, si la infecció és lleu, pot ser asimptomàtica (més de la meitat dels pacients), però d'aquelles persones que sí que presenten símptomes com diarrea, dolor en el tórax, concretament en el quadrant superior dret, causat per la obstrucció de la vesícula biliar per part del paràsit. De manera poc freqüent pot arribar a causar icterícia (mostrat a la figura 8), cirrosi, hepatomegàlia o ascites i en els casos més greus pot comportar una colelitiasi o colangitis piògena, implicant la formació de càlculs a la vesícula biliar o bé arribar a desenvolupar un colangiocarcinoma.
Pel que fa al tractament, en la dècada de 1970 es van començar a aplicar antihelmíntics com la cloroquina, hexaclorofè o metronidazole, però al cap dels anys es va comprovar que mostraven certa toxicitat i la reducció de la infecció no era gaire bona. Anys més tard es va implementar el tractament actual, amb praziquantel, d'elevada eficàcia i sense resistències conegudes. Actualment es troben altres medicaments com l'abendazole, mebendazole o la tribendimina.

## Epidemiologia
La clonorquiosi és endèmica majoritàriament a països asiàtics, entre ells Xina, Corea del Sud, Vietnam i també a l'est de Rússia. S'estima que més de 15 milions de persones al món estan infectades per Clonorchis sinensis, de les quals només 1,5 milions són simptomàtics. Xina és el país amb major població infectada per aquest paràsit, amb 13 milions de persones infectades.
La distribució geogràfica d'aquesta infecció està associada al consum de peix d'aigua dolça cru o poc cuinat, molt habitual en països asiàtics. Aquesta és la via de transmissió més freqüent, però també n'hi ha d'altres com la contaminació amb metacercaris dels utensilis emprats per a la preparació del peix (ganivets, taules de tall, etc.). Els pescadors també poden adquirir la infecció després de capturar peixos infectats amb el paràsit.
Avui dia els productes del mar d'origen asiàtic és comercialitzen globalment, i es donen casos de clonorquiosi arreu del món. És essencial el control del producte en les diferents fases de comercialització, transport i conserva del producte perquè les metacercàries de C. sinensis són resistents a tècniques de conservació com el salat, assecat, fumat i escabetx.
D'altra banda, els viatgers i emigrants procedents de zones endèmiques han contribuït a la disseminació de la infecció arreu del món.
A més a més, s'ha observat una major taxa d'infecció en homes i en persones d'entre 40 i 60 anys, que pot estar associada amb hàbits de pesca i consum d'alcohol. És major la prevalença de la clonorquiosi en persones que habiten properes a les conques dels rius.

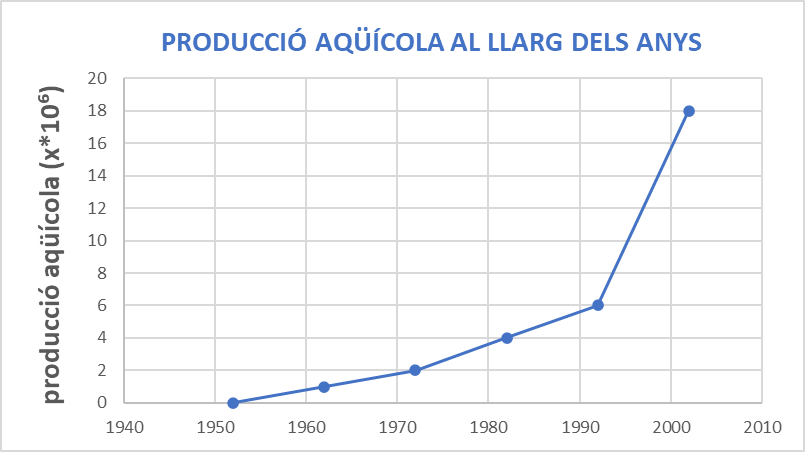
Figura 9. Augment de la producció aqüícola de diferents espècies de peixos d'aigua dolça a regions asiàtiques, des de l'any 1962 fins al 2002

### Distribució
En zones endèmiques, el percentatge mitjà de parasitació és del 10 per cent. En alguns territoris de la Xina o Corea (Figura 10 i 11) les taxes de preeminència o prevalença es troben al voltant d'un 48 per cent. L'endemisme d'aquestes regions és degut a la dieta en què es basen, són llocs on típicament es menja peix cru. A escala mundial, l'emergència de Clonorchis sinensis recau en el fet que l'aqüicultura està en plena expansió, l'any 2000 l'augment havia estat del 32,2 per cent respecte l'any 1970 (vegeu figura 9). Aquest augment és degut al creixement exponencial de la població i la demanda dels productes generats per aquest sector.

Com en altres malalties endèmiques, els turistes tenen el risc d’infectar-se durant els viatges. Les taxes d’infecció dels turistes no tenen perquè ser les mateixes que les dels immigrants de zones endèmiques que hi tornen temporalment. A la ciutat de Nova York es va fer un estudi en el qual es va veure que aquest grup poblacional xinès tenia una prevalença d’infecció del 26 per cent.
- A la Xina es concentren el 86 per cent de casos totals de clonorquiosi. L'elevada incidència és en part deguda a una falta d'educació sobre la higiene i tractament del producte en zones rurals. Una pràctica comuna en aquestes zones és la construcció de latrines properes a les basses on creixen carpes i altres peixos d'aigua dolça, ja que les femtes humanes són usades com a fertilitzant. Aquesta és una de les raons per les quals la situació endèmica es manté en el temps en aquest país. La regió rural de Guangdong conté la major proporció d'infectats (vegeu taula 1) per C. sinensis a la Xina (Figura 11).[1][31][39] A més, segons diferents estudis s'ha vist que la taxa d'infecció en homes és lleugerament més alta que en dones, encara que no és molt significativa aquesta diferència.[39]

- A Rússia, s'ha observat un major endemisme en les zones properes a la conca del riu Amur, on es van detectar la presència del trematode en cargols de l'espècie Parafossarulus manchuricus i en peixos ciprínids.[22] A més, a la ciutat de Khabarovsk es van notificar infeccions, no només en hostes intermediàris comuns, com cargols i peixos, sinó també en gats en un 74,6 per cent.[31] S'estima que aproximadament 1 milió de persones es troben infectades en aquest país.[1]

- A Corea (figura 10) s'ha detectat una major taxa d'incidència en províncies situades a prop de les conques de rius. La població de la zona baixa del riu Nakdong està fortament afectada, ja que la taxa d'infectats arriba a un 38,4 per cent. La prevalença en aquestes àrees ascendeix a un 82,9 per cent. En un estudi es va observar que dels 4 milions d'habitants de les zones properes a rius, entre 830.000 i 890.000 es trobaven infectats, dels quals un 6,8 per cent patien la malaltia de manera greu. Un altre estudi realitzat a la dècada de 1980 va seguir la situació del país abans i posteriorment d'haver aplicat un programa de tractament i control en algunes de les zones amb endemisme elevat, i s'hi va observar una caiguda del 45,6 per cent de la taxa d'infecció.[31]
- Al Japó es va detectar per primer cop Clonorchis sinensis el 1878. Els casos de clonorquiosi es van estendre arreu del país, a excepció de les zones elevades a l'interior de l'illa. Vuit dècades després, el paràsit es considerava endèmic a les regions vinculades als rius Kitagami, Tone i Yoshino. El 1960, es va realitzar un esforç massiu per controlar la situació endèmica, aconseguint reduir dràsticament els casos.[9][31]
- A Vietnam del Nord, s'estima que concentra 1 milió de casos de clonorquiosi.[1] La presència de C.sinensis està associada a la regió del delta del Riu Roig, amb una taxa d'infecció del 24,4 per cent, estesa per la població majorment adulta. Els focus més importants en la d'ecada de 1990 van ser a les ciutats de Hai Phong i Hanoi, amb un 70 per cent de taxa d'infecció.[31]

Malgrat que durant el segle xx la incidència de clonorquiosi era preocupant, avui dia, gràcies a l'educació i aplicació de mesures higièniques i sanitàries implementades pels governs i organitzacions sanitàries mundials, s'ha aconseguit reduir notablement el nombre de casos.
| Regió        | Homes analitzats | Homes infectats | Prevalença (%) | Dones analitzades | Dones infectades | Prevalença (%) |
| ------------ | ---------------- | --------------- | -------------- | ----------------- | ---------------- | -------------- |
| Guanddong    | 7533             | 2693            | 35.75          | 8339              | 2459             | 29.49          |
| Guangxi      | 19117            | 4246            | 22.21          | 13931             | 1160             | 8.33           |
| Heilongjiang | 6006             | 2224            | 37.06          | 3947              | 929              | 23.54          |
| Hubei        | 207              | 8               | 3.86           | 261               | 3                | 1.15           |
| Sichuan      | 27588            | 2433            | 8.82           | 25474             | 1869             | 7.34           |
| TOTAL        | 60451            | 11604           | 19.2           | 51952             | 6420             | 12.36          |

## Control i prevenció
En considerar-se Clonorchis sinensis un paràsit d'importància sanitària, ja que afecta en gran manera l'ésser humà, s'han de prendre mesures per evitar la dispersió del paràsit. Avui en dia encara és un problema mundial per la manca de bones pràctiques de manipulació i consum del peix. Per això, algunes de les estratègies per les quals opten la CDC (Centers for Disease Control and Prevention), l'Organització Mundial de la Salut i la Comissió Nacional dels Estats Units per a la Planificació Familiar i la Salut (NHFPC) per combatre la clonorquiosi són:
- Tractar a la població amb una quimioteràpia preventiva amb praziquantel o albendazole.[40][41][42]
- Informar sobre la malaltia, causes i conseqüències, i sobre el tractament adequat dels aliments, sobretot a la població de les zones endèmiques del paràsit.[43]
- Millorar les diferents tècniques de diagnòstic.

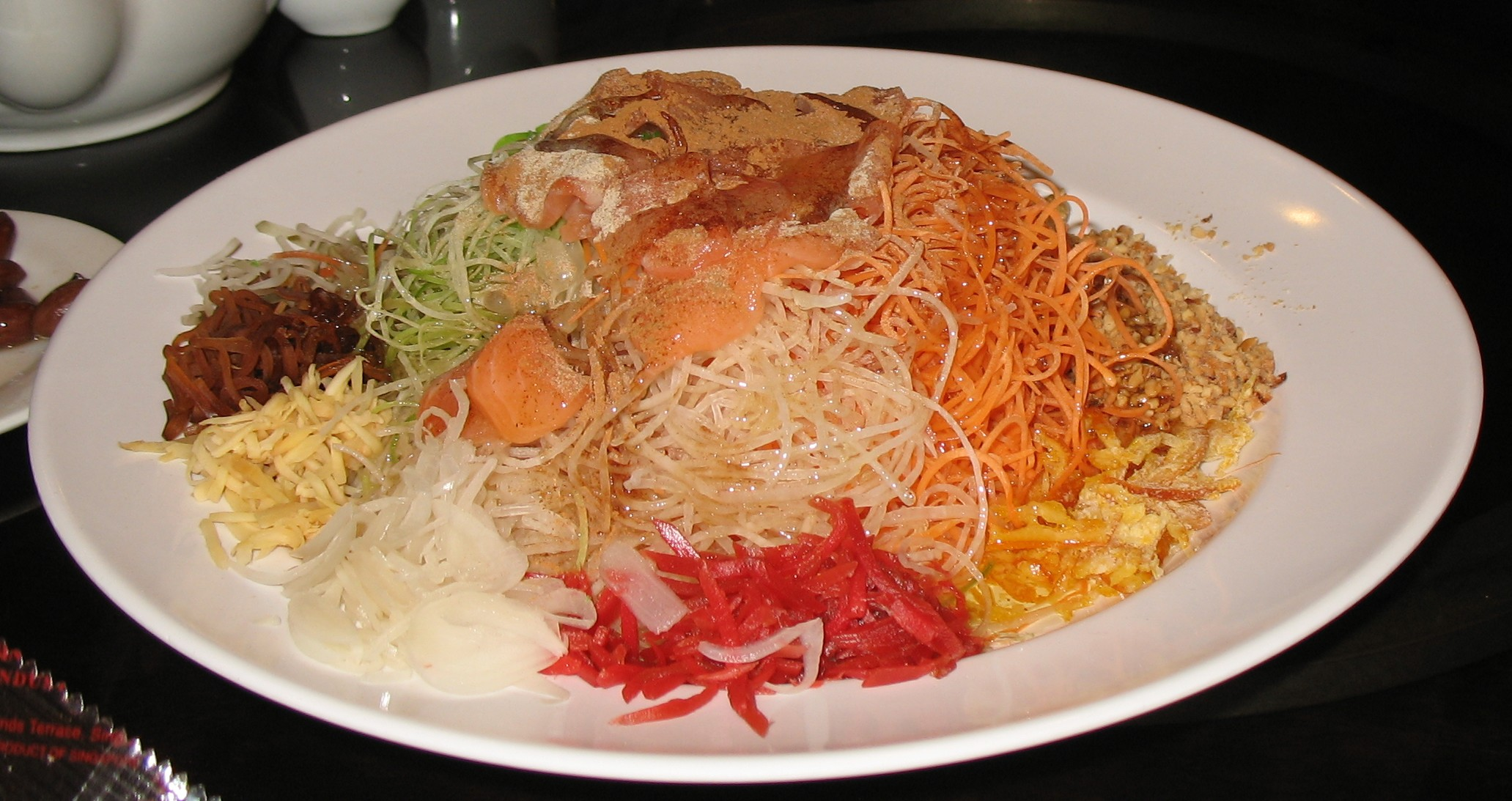
Figura 12. Yusheng, amanida típica de Chaosan, elaborada a base de peix cru.

Pel que fa al consum i a la manipulació, es poden diferenciar diferents mesures. Per exemple, es recomana cuinar el peix a una temperatura mínima de 63 °C (no menjar-lo cru ni poc cuinat) o congelar-lo a –20 °C un període mínim de set dies. Tot i això, no és l'estratègia més efectiva ja que les metacercàries poden continuar sent infectives a aquesta temperatura. A més, per evitar la contaminació creuada s'haurien d’utilitzar diferents utensilis en tractar menjar cru i ja preparat.
Quant a la manipulació, és preferible controlar les poblacions de cargols sobretot en l’àmbit aqüícola, així com reduir la contaminació per restes fecals a les piscifactories. És important poder garantir una aigua potable segura i lliure de qualsevol paràsit que pugui afectar la població. Això s'aconsegueix mitjançant la implementació d’un sistema d’anàlisi de perills i punts crítics de control (APPCC) i així prevenir la possible contaminació.
Hi ha factors més aviat folklòrics i de costums que afavoreixen la infecció per aquest trematode. A Hong Kong, està prohibida la venda d’un seguit de plats tradicionals que consisteixen en una amanida de peix cru, típics de la regió de Chaoshan anomenats, yusheng, yee sang o yuu sahng (figura 12).

### Diagnòstic per a la prevenció
El diagnòstic de Clonorchis sinensis ajuda a la prevenció del paràsit a partir de l'anàlisi de mostres de peix d'aigua dolça que es cregui que puguin estar contaminats i així observar si hi ha presència o absència del microorganisme.
Es pot realitzar un examen microscòpic per a observar la forma metacercària, o bé per a observar els ous microscòpics en mostres de femta. Es talla el peix en rodanxes fines i es posa al portaobjectes i s'observa la mostra. Per a uns resultats més precisos, la mostra es tritura i s'hi afegeix suc gàstric en una incubadora a 37 °C i finalment es renta amb solució salina tamponada. També es poden usar mètodes moleculars com la PCR a partir de mostres de peixos o de femtes humanes. L'amplificació isotèrmica mediada per bucle (IAMP, de l'anglès loop-mediated isothermal amplification) és una altra tècnica d'amplificació genètica que s'utilitza per a detectar la forma metacercària.
No s'ha aconseguit purificar un antigen del paràsit que no generi reaccions creuades amb altres tipus de trematodes. Però per tal de desenvolupar un diagnòstic serològic adequat, s'ha optat per modificar els gens que codifiquen la regió variable dels anticossos, en assajos amb anticossos monoclonals. Aquests s'utilitzen per la prova que es va desenvolupar finalment, un ELISA (enzyme-linked immunosorbent assay, figura 13), que és una prova que combina la immunologia i l'enzimologia.

### Vacuna
Actualment no existeix vacuna que actui contra aquest microorganisme, encara que s'estan estudiant diferents possibilitats de vacunes basades en elements peptídics. Per exemple, la proteïna CsTP22.3 del tegument de Clonorchis sinensis podria ser una bona candidata per a actuar com antigen.
També s'han dissenyat vacunes basades en la CsSerpin, una superfamília de proteïnes inhibidores de proteases.
Una altra opció es trobaria en aquelles vacunes basades en partícules similivíriques, les quals comprendrien la proteïna del tegument CsTp22.3, mencionada anteriorment, juntament amb una proteïna de la matriu dels Influenzavirus (família Orthomyxoviridae). Als resultats es va observar una resposta immunitària cel·lular en la qual els nivells d'IgG i d'IgA contra Clonorchis varen augmentar, manifestant així la possibilitat d'una vacuna contra el paràsit.